# Cascade (Guy Manning)
Cascade is het derde studioalbum van Guy Manning. Het is uitgebracht onder de groepsnaam Manning. Het is opgenomen in mei 2001 en het album werd uitgegeven in 2001. Het is opgenomen in de Burnside Studios te Leeds, thuisbasis van de band. Het is het eerste album zonder de medewerking van vriend en collega Andy Tillison, de sfeer is daarom opmerkelijk anders dan de voorgaande albums, veel meer ingetogen. In 2008 komt er een heruitgave naar aanleiding van de viering van de tienjarige solocarrière van Manning; het is alleen bij Manning zelf te bestellen; deze exemplaren zijn genummerd.
Als gast trad op Angela Goldthorpe van Mostly Autumn op dwarsfluit en blokfluit.

## Musici
- Guy Manning – zang, keyboards, gitaar, basgitaar, mandoline en slagwerk
- Laura Fowles – saxofoon en zang
- Gareth Harwood – gitaar
- John Hobson – slagwerk
- Neil Harris – keyboards

met
- Simon Baskind- slagwerk
- Jonathan Barrett - basgitaar

## Composities
Allen van Manning behalve waar aangegeven:
1. Walking In Cascade (5:42)
2. By The Book (A Pop Song) (6:19)
3. Tears In The Rain (5:07)
4. Catholic Education (5:48)
5. Hushabye Mountain (3:03) (Richard en Robert Sherman)
6. Lead Me Where You Will (6:52)
7. Flight 19 (5:55)
8. The Night & The Devil (5:52)
9. Owning Up (5:41)
10. Time Of Our Lives (6:11)
11. Winter (7:35)